# Casale di Scodosia
Casale di Scodosia là một đô thị thuộc tỉnh Padova vùng Veneto, tọa lạc cách khoảng 70 km về phía tây nam của Venezia và cách khoảng 40 km về phía tây nam của Padova. Tại thời điểm ngày 31 tháng 12 năm 2004, đô thị này có dân số 4.840 người và diện tích 21,2 km².
Đô thị Casale di Scodosia bao gồm các frazioni (các đơn vị cấp dưới, chủ yếu là làng) Altaura and Carubbio.
Casale di Scodosia giáp các đô thị: Megliadino San Fidenzio, Megliadino San Vitale, Merlara, Montagnana, Piacenza d'Adige, Urbana.